# Museo storico Sarmiento
Il Museo Storico Sarmiento (in spagnolo: Museo Histórico Sarmiento) è un museo della capitale argentina Buenos Aires situato nel barrio di Belgrano. È dedicato alla figura di Domingo Faustino Sarmiento, presidente dell'Argentina dal 1868 al 1874 e, in parte minore, a quella del suo successore Nicolás Avellaneda.

## Storia
Dopo una serie di tentativi andati a vuoto nel 1938, in occasione del cinquantenario della morte di Sarmiento, il governo argentino di Roberto Marcelino Ortiz, tramite una serie di leggi, diede il via all'istituzione del museo che fu inaugurato l'11 settembre dello stesso anno.

## Descrizione

### L'edificio
Il museo è ospitato all'interno di un edificio in stile italianizzante progettato dall'architetto italo-argentino Giovanni Antonio Buschiazzo e costruito tra il 1869 ed il 1872. Originariamente questa struttura ospitava la municipalità di Belgrano, che costituì un comune indipendente da Buenos Aires sino al 1887.
Nel 1880, durante l'ultima guerra civile argentina il presidente Avellaneda ed il Congresso, in fuga da Buenos Aires in rivolta contro il governo nazionale, si rifugiarono temporaneamente a Belgrano. Come sede legislativa provvisoria fu scelto proprio il palazzo municipale che divenne così per alcuni mesi la sede del potere esecutivo e legislativo dell'Argentina. Al suo interno furono approvate alcune importanti leggi, come quella sulla federalizzazione di Buenos Aires, che furono alla base della stabilizzazione dello stato argentino.

### Il museo
All'interno del museo sono conservati una collezione di oggettistica, medaglie, opere d'arte e documenti appartenuti all'ex presidente e donati allo Stato dalla famiglia nel 1913. Una parte del museo espone una raccolta di oggetti, di libri e di mobili del successore di Sarmiento Avellaneda.
All'interno del museo si trova anche la Biblioteca “Ismael Bucich Escobar”, composta da oltre 15.000 volumi ed istituita nel 1946, nonché l'archivio privato di Sarmiento.